# Samudovszky Adrian
Samudovszky Adrian (névváltozataː Owaimer Adrian; 1995 –) magyar színész.

## Életpályája
1995-ben született. Érettségi után a Nemes Nagy Ágnes Szakközépiskolában tanult. 2016-2021 között a Színház- és Filmművészeti Egyetem hallgatója volt Pelsőczy Réka és Rába Roland osztályában. 2021-től a Stúdió K Színház társulati tagja.
 Szinkronizálással foglalkozik.

## Fontosabb színházi szerepei
- K – mint kontroll
- Mit mászkálsz meztelenül! - Juszuf, bevándorló
- Prudencia Hart különös kivetkezése
- Stuart Mária - Mortimer/Davison
- Utazás az éjszakába - Edmund Tyrone
- Dagerrotípia - Petőfi árnya, Tóth József titkár
- A Mars messze van, de a Föld sincs közel
- Heilbronni Katica - Miksa / Stein grófja / Harmadik bíró
- Orlando
- Nevetséges sötétség - Ultimo

## Filmes és televíziós szerepei
- Gólkirályság (2023) ...Orsós
- Aranyélet (2015) ...Tomi
- Gondolj rám (2016)
- A tanár (2018-2021) ...Hasszán
- Zanox - Kockázatok és mellékhatások (2022) ...Fiatal rendőr